# Гостцы
Го́стцы — село в Новгородском районе Новгородской области, относится к Пролетарскому городскому поселению.
Находится в 12 км от автомобильной трассы Великий Новгород — Москва, на юго-востоке от областного центра. Ближайшие населённые пункты — деревни Веретье, Бор, Нильско, Осмоево.
Улицы деревни — Молодёжная, Новая, Северная, Советская, Школьная.

## История
Название села, по всей вероятности, происходит от «гость» или «гостьньц». Последнее в старину означало «дорога». В древности Гостцы стояли на одном из путей из Новгорода в Москву.
Недалеко протекает Гостецкий ручей, впадающей в озеро Ильмень. Местной архитектурной особенностью являлась постановка домов узкой стороной (торцом) к улице.
Согласно записи в писцовой книге от 1495 года в Гостцах в то время было всего 4 двора. Деревня принадлежала Новгородскому Ефимьевскому монастырю. В 1909 году было уже 94 двора и 424 жителя.
В 1932 году в селе случился сильный пожар, уничтоживший множество домов. Перед Великой Отечественной войной село заново отстроилось. В годы войны Гостцы оставались на советской территории, однако фронт проходил всего в 30 км и дома местных жителей использовались для нужд раненых, что делало село частой целью для немецких бомбёжек.
В советские годы в Гостцах располагалась центральная усадьба колхоза «Ленинский путь». Сегодня в селе имеется отделение почтовой связи, школа, дом культуры.
До весны 2010 года Гостцы были административным центром ныне упразднённого Гостецкого сельского поселения.